# Łopuszno (gmina)
Pour les articles homonymes, voir Łopuszno et Łoniów.
La gmina de Łopuszno est une commune rurale de la voïvodie de Sainte-Croix et du powiat de Kielce. Elle s'étend sur 176,81 km2 et comptait 9 132 habitants en 2010. Son siège est le village de Łopuszno qui se situe à environ 27 kilomètres  de Kielce.

## Villages
La gmina de Łopuszno comprend les villages et localités d'Antonielów, Czałczyn, Czartoszowy, Dobrzeszów, Eustachów, Ewelinów, Fanisławice, Fanisławiczki, Gnieździska, Grabownica, Huta Jabłonowa, Jasień, Jedle, Józefina, Krężołek, Lasocin, Łopuszno, Marianów, Nowek, Olszówka, Orczów, Piotrowiec, Podewsie, Przegrody, Ruda Zajączkowska, Rudniki, Sarbice Drugie, Sarbice Pierwsze, Snochowice et Wielebnów.

## Gminy voisines
La gmina de Łopuszno est voisine des gminy de Krasocin, Małogoszcz, Mniów, Piekoszów, Radoszyce, Słupia et Strawczyn.